# Аристотелис Захос
Аристотелис Захос (на гръцки: Αριστοτέλης Ζάχος) е виден гръцки архитект от XIX и първата половина на XX век. Захос е автор на множество частни и обществени постройки и е смятан за човека върнал гръцкия характер на новата гръцка архитектура.

## Биография
Захос е роден в 1871 година или в Костур, или във Велес, Османска империя, в семейството на гимназиалния учител Атанасиос Захос от Сятища. Чичо му Аргириос Захос е виден общественик. Завършва гръцката гимназия Битоля, след което заминава за Германия и учи архитектура в три от най-известните университета – в Мюнхен, Щутгарт и Карлсруе. Там учители са му водещи германски архитекти и теоретици като Фридрих фон Тиерш (1852 – 1921), Карл Шефер (1844 – 1908) и Йозеф Дурм (1837 – 1919).
В 1897 година прекъсва следването си и се записва доброволец в избухналата Гръцко-турска война. След гръцкия разгром се връща в Германия и става асистент на Йозеф Дурм в Карлсруе и работи с него върху много известни сгради. Заради професионалните си ангажименти Захос не успява да завърши архитектура. В 1905 година се връща в Гърция, но започва да се занимава с архитектура едва в 1913 година. В 1911 година публикува революционната статия „Народна архитектура“ в списанието „Калитехнис“ на Герасимос Вокос, в която оспорва гръцкия характер на неокласицизма. От 1913 година Захос работи върху градоустройствения план на Солун. От 1915 до 1917 е начело на техническата служба в общината в Атина. Захос изработва и градоустройствените планове в Триполи и Митилини.
По време на Националната схизма Захос, който има германско образование, подкрепя прогерманската монархическа фракция.
В 1918 година на Захос е възложена реставрацията на изгорялата при Големия пожар през 1917 година базилика „Свети Димитър“ в Солун. За тази му работа в 1931 година Атинската академия го награждава с най-висок медал.
Повечето от новопостроените от Захос частни и публични сгради са във византийски стил.
Умира през 1939 година в Атина на 68-годишна възраст.

## Творчество
Сред забележителните сгради на Захос са:
- Катедралата „Свети Димитър“ в Сятища (1911), заедно с Емануил Маламас[8]
- Домът на Ангелики Хадзимихали в атинския квартал Плака, днес Център на фолклор на дем Атина (1924)
- Превръщането в музей на къщата на Дионисиос Лувердос в Атина (1925)
- Три големи храма във Волос – „Свети Николай“, „Св. св. Константин и Елена“, „Преображение Господне“ (1927 – 1928)
- Превръщането на Двореца Илисион в Атина във Византийски музей (1930)
- Много сгради в Янина – Академията, Централната банка и други
- Църквата „Свети Стилиан“ в Солун

## Галерия
- Произведения на Захос
- „Свети Димитър“ в Сятища
- „Св. св. Константин и Елена“ във Волос
- Къща Ангелики Хадзимихали в Атина